# 1932 en jeu
Chronologie du jeu
- 1928
- 1929
- 1930
- 1931
- 1932
- 1933
- 1934
- 1935
- 1936

Cet article présente les faits marquants de l'année 1932 concernant le jeu.

## Sorties
Les premiers jouets Lego sont créés en 1932 par un charpentier danois, Ole Kirk Christiansen. Le nom lego vient des mots danois leg godt, qui signifient « joue bien »,.